# 帕尔维兹·纳西博夫
帕尔维兹·帕沙奧盧·纳西博夫（1998年8月18日—），乌克兰古典式摔跤手，东京奥运会银牌得主，2023年欧洲锦标赛铜牌得主。

## 生平
1998年出生于阿塞拜疆。2004年他家搬到乌克兰，在那里他转向古典式摔跤。

## 備注
1. ↑  烏克蘭語羅馬化：Parviz Pasha-ohly Nasibov